# 伊萬涅
50°28′4″N 25°44′56″E / 50.46778°N 25.74889°E
伊萬涅（烏克蘭語：Іваннє），是烏克蘭的村落，位於該國西北部羅夫諾州，由杜布諾區負責管轄，始建於1412年，面積1.76平方公里，海拔高度209米，2001年人口987，人口密度每平方公里560.5人。